# Xã Mead, Quận Belmont, Ohio
Xã Mead (tiếng Anh: Mead Township) là một xã thuộc quận Belmont, tiểu bang Ohio, Hoa Kỳ. Năm 2010, dân số của xã này là 5.967 người.